# Большой Кэпэрвеем
Большо́й Кэпэрвее́м (также Большой Кепервеем) — река на Дальнем Востоке России. Протекает по территории Билибинского района Чукотского автономного округа.

## Общая информация
Исток находится на западных склонах горы Арынпыглянай Раучуанского хребта, на границе городского округа Певек и Билибинского района, на высоте более 1000 м над уровнем моря. Течёт преимущественно на юго-запад, протекает через Перистые горы. На большей части своей протяжённости русло проходит вдоль автотрассы 77К-012, идущей от Чаунской губы до села Кепервеем. Преимущественно протекает по горной тундре, в долине реки — лиственничная тайга. В среднем течении на реке стоит город Билибино. В низовьях принимает справа свой основной приток, Пырканайвеем, и впадает в Малый Анюй в 395 км от его устья по правому берегу, около села Кепервеем, на высоте менее 193 м над уровнем моря. Ширина в нижнем течении — 105 м при глубине 0,7 м; скорость течения в низовьях — 1,5 м/с. В зимние месяцы полностью перемерзает.
Длина реки составляет 125 км, площадь водосборного бассейна — 2790 км².
Основные притоки:
- Левые: Паркарынат
- Правые: Пырканайвеем, Каральвеем, Черынейвеем, Кэтэпвеем, Эмувеем

| Средний расход воды (м³/с) реки Большой Кэпэрвеем по месяцам с 1956 по 1967 гг. (замеры производились на гидрологическом посту Устье ручья Сохатиного) |

## Данные водного реестра
По данным государственного водного реестра России и геоинформационной системы водохозяйственного районирования территории РФ, подготовленной Федеральным агентством водных ресурсов:
- Бассейновый округ — Анадыро-Колымский
- Речной бассейн — Колыма
- Речной подбассейн — Анюй
- Водохозяйственный участок — Анюй, включая реки Большой и Малый Анюй
- Код водного объекта — 19010300112119000069512